# Танака Комімаса
Тана́ка Коміма́са (яп. 田中小実昌, たなかこみまさ; 1925–2000) — японський письменник, новеліст, перекладач.
Народився в Токіо.
Після Другої світової війни працював на різних роботах. У своїх творах описував людське горе та сум у жартівливому стилі. За «Розповіді про співака Асахімару» та «Про Мімі» був нагороджений премією Аокі. Серед інших значних творів — «Кап, кап», «Жінка-привид» тощо. Його переклади детективів Реймонда Чандлера отримали високі оцінки літературних критиків в Японії.